# Máquina eletrostática de Franklin

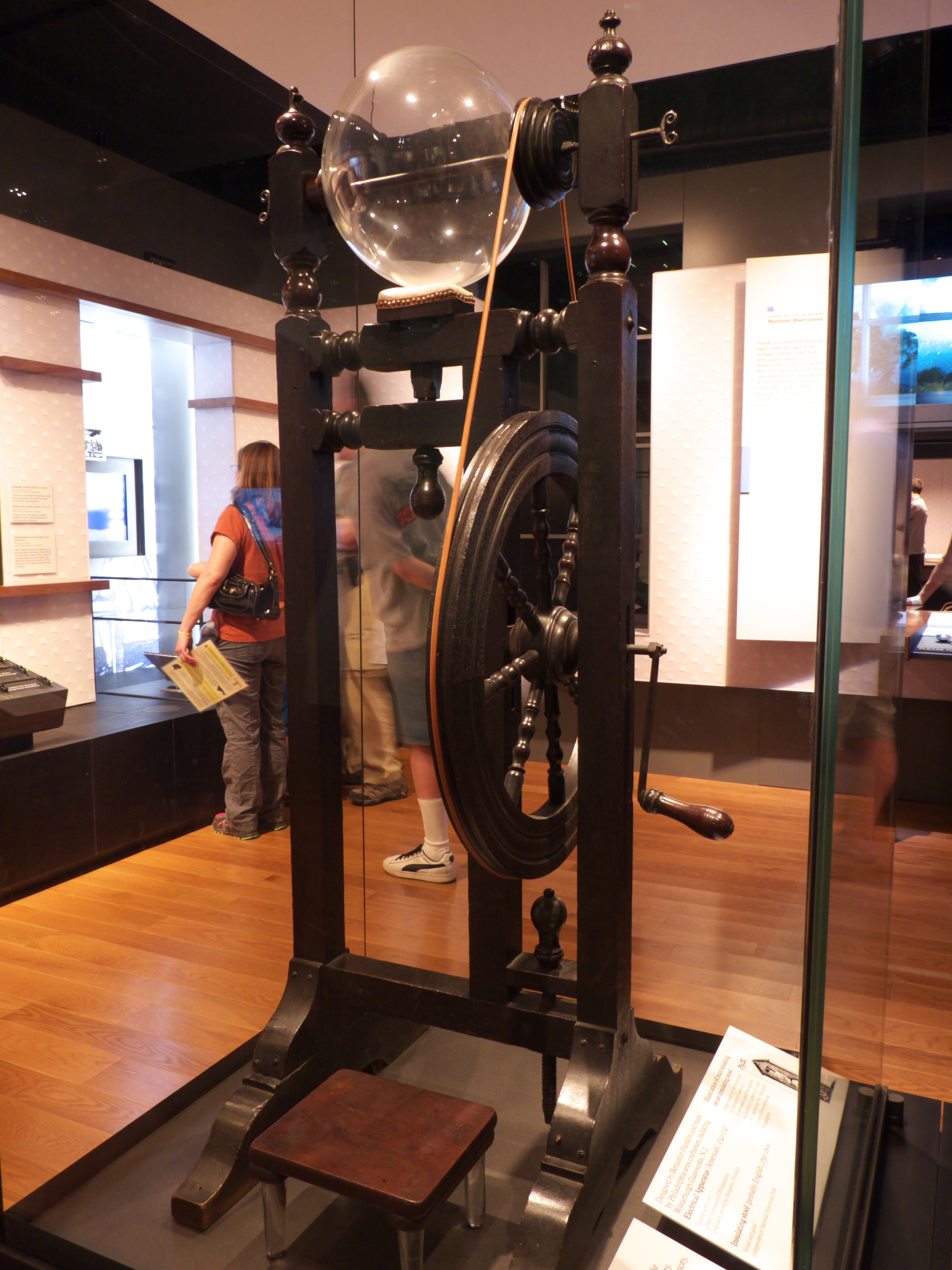
Máquina eletrostática de Franklin de 1747 em exposição no Instituto Franklin

Máquina eletrostática de Franklin (em inglês:  Franklin's electrostatic machine) é um dispositivo de geração de eletricidade estática de alta-voltagem usado por Benjamin Franklin na metade do século XVIII para pesquisas sobre fenômenos elétricos. Seus componentes principais são um globo de vidro que gira em torno de um eixo através de uma manivela; uma almofada de tecido em contato com o globo girante; um conjunto de agulhas de metal para afastar a carga desenvolvida no globo pelo seu atrito com a almofada; e uma garrafa de Leiden – um capacitor de alta-voltagem – para acumular a carga. Experimentos utilizando esta máquina levaram à invenção do para-raios e novas teorias de Franklin sobre eletricidade.

## História
Franklin não foi o primeiro a construir um gerador eletrostático. Cientistas europeus desenvolveram máquinas para geração de eletricidade estática décadas antes. Em 1663 Otto von Guericke gerou eletricidade estática com um dispositivo que usou uma esfera de enxofre. Francis Hauksbee desenvolveu um gerador eletrostático mais avançado em torno de 1704 usando um bulbo de vidro com vácuo. Hauksbee mais tarde trocou o globo por um tubo de vidro de 2,5 pés esvaziado de ar para gerar eletricidade estática. Sua máquina com o longo tubo foi menos efetiva, mas tornou-se o dispositivo tradicional usado na Europa para pesquisas sobre eletricidade, por ser mais fácil de usar. Em torno de 1740 máquinas populares e bem difundidas na Europa que geravam eletricidade estática foram feitas com um disco de vidro. Foi descoberto independentemente em 1745 pelo clérigo alemão Ewald Georg von Kleist e pelo cientista neerlandês Pieter van Musschenbroek que a carga elétrica destas máquinas podia ser armazenada em um primitivo capacitor elétrico de alta-voltagem que era eficiente na manutenção da carga. Este dispositivo tornou-se conhecido como garrafa de Leiden, denominada em lembrança à cidade de Leiden nos Países Baixos.
Em 1745 Peter Collinson, um negociante de Londres que correspondeu-se com cientistas dos Estados Unidos e da Europa, doou um tubo de vidro alemão juntamente com instruções sobre como produzir eletricidade estática à Library Company of Philadelphia, fundada por Benjamin Franklin. Collinson foi o agente da library em Londres e forneceu as mais atuais notícias tecnológicas da Europa. Franklin escreveu uma carta a Collinson em 28 de março de 1747, agradecendo-o, dizendo que o tubo e as instruções motivaram ele e diversos colegas a começar a fazer experiências sérias com eletricidade.
Em 1746 Franklin começou a trabalhar sobre experimentos elétricos com Ebenezer Kinnersley, Thomas Hopkinson e Philip Syng. No verão de 1747 a equipe recebeu um sistema elétrico completo de Thomas Penn. Embora não existam registros relatando exatamente quais partes estavam incluídas no sistema, o historiador J. A. Leo LeMay acredita que o sistema foi uma combinação de uma máquina geradora de eletricidade, uma garrafa de Leyden, um tubo de vidro e um suporte eletricamente isolado do solo
. Isto disponibilizou a Franklin um sistema completo para experimentos com a geração e armazenamento de eletricidade.
Quando âmbar, enxofre ou vidro são atritados com determinados materiais são produzidos efeitos elétricos. Franklin teorizou que este fogo elétrico foi reunido de alguma forma destes outros materiais, e não produzido pela fricção sobre o objeto. Franklin decidiu afastar-se prematuramente de seus negócio no ramo gráfico, ainda no início de seus quarenta anos de idade, a fim de dedicar mais tempo estudando eletricidade. Em 1748 Franklin transferiu toda sua atividade gráfica para seu sócio David Hall. Mudou-se com sua mulher para uma nova residência em Filadélfia, onde construiu um laboratório para conduzir experimentos e pesquisar novas teorias elétricas. Franklin realizou experimentos não apenas com a máquina eletrostática com globo de vidro, mas também com a garrafa de Leyden. Franklin manteve um relato detalhado de suas pesquisas em um diário denominado "Electrical Minutes" que está desaparecido. A máquina de Franklin foi doada para a Library Company of Philadelphia por seu neto em 1792, e está atualmente em exposição no Instituto Franklin.

### Citações
1. ↑  Lemay 2009, p. 61.
2. ↑  Lemay 2009, p. 62.
3. 1 2 3  Grimnes 2014, p. 495.
4. 1 2  Talbott 2009, p. 185.
5. ↑  Cohen 1990, p. 61.
6. ↑  Lemay 2009, pp. 58–59.
7. 1 2  Crane 1954, p. 48.
8. ↑  Pasles 2008, p. 119.
9. ↑  Lemay 2009, p. 67.
10. ↑  «From Benjamin Franklin to Peter Collinson, 28 March 1747». Consultado em 28 de dezembro de 2016. Cópia arquivada em 28 de outubro de 2016
11. ↑  Maclean 1877, p. 142.
12. ↑  Talbott 2009, p. 182.
13. 1 2  Lemay 2009, p. 75.
14. ↑  Garche 2013, p. 596.
15. ↑  Cohen 1990, p. 28.
16. ↑  Talbott 2009, p. 184.
17. ↑  Lemay 2009, p. 71.
18. ↑  Waldstreicher 2005, pp. 126–127.
19. ↑  Finger 2012, p. 85.
20. ↑  «Franklin's Lightning Rod». 2016. Consultado em 28 de dezembro de 2016
21. ↑  Tucker 2009, p. 40.
22. ↑  Lemay 2009, p. 91.